# Bart Knols
Bart Knols (Meerssen, 6 september 1965) is een Nederlands medisch entomoloog en vectorbioloog, gespecialiseerd in muggen en malaria.
Hij is regelmatig in de tropen te vinden om via innovatieve middelen besmettingen met gevaarlijke ziektes door muggen terug te dringen, en ook regelmatig in de media te vinden om daarover te vertellen.

## Leven en werk
Knols promoveerde in 1996 aan de Wageningse universiteit op het proefschrift Odour-mediated host-seeking behaviour of the Afro-tropical malaria vector Anopheles gambiae Giles. Hij volgde daarnaast een MBA-opleiding aan de Open University in het Verenigd Koninkrijk. Van 2005 tot 2010 was Knols lid van De Jonge Akademie. Knols is gasthoogleraar aan de Universiteit van Witwatersrand.
In 2007 startte Knols het bedrijf K&S Consulting. In 2009 begon hij het onderzoeksbedrijf In2Care, waar hij tot 2015 aan verbonden was. In 2010 richtte hij met collega Serge Christiaans het bedrijf Soper Strategies op, genoemd naar de malarialoog Fred Soper. De Dutch Malaria Foundation werd door Knols samen met Ingeborg van Schayk in 2010 opgericht.

## Eerbewijzen
- Eijkmanmedaille 2007[2]
- Ig Nobelprijs 2006 voor biologie (met Ruurd de Jong) "voor het aantonen dat de vrouwelijke malariamug even sterk door de lucht van tenenkaas als die van Limburgse kaas wordt aangetrokken".

## Publicaties (selectie)
- Bart Knols: Mug. De fascinerende wereld van volksvijand nummer 1. Amsterdam, Uitgeverij Nieuw Amsterdam, 2009. ISBN 978-90-468-0654-8
- Bart G.J. Knols: Odour-mediated host-seeking behaviour of the Afro-tropical malaria vector Anopheles gambiae Giles. Proefschrift Landbouwuniversiteit Wageningen, 1996. Digitale versie